# Malevolent Rapture

Malevolent Rapture est un album édité en 2006 par le groupe Legion Of The Damned, il est du genre thrash metal / death metal. C'était leur premier album depuis la mort du groupe Occult. Lyriquement cet album aborde des thèmes sombres et l'occulte ainsi qu'apocalyptiques. L'album a été créé par Stage One Studio et produit par Andy Classen.

## Liste des chansons
1. "Legion of the Damned" - 3:12
2. "Death's Head March" - 3:47
3. "Werewolf Corpse" - 3:57
4. "Into the Eye of the Storm" - 4:31
5. "Malevolent Rapture" - 4:06
6. "Demonfist" - 4:29
7. "Taste of the Whip" - 3:38
8. "Bleed for Me" - 3:58
9. "Scourging the Crowned King" - 3:40
10. "Killing for Recreation" - 3:51

## Membres
- Maurice Swinkels – Chant
- Richard Ebisch – Guitare
- Twan Fleuren – Basse
- Erik Fleuren – Batterie